# Pukkisaari (ö i Saarijärvi, Saarilampi)
Pukkisaari är en liten ö i Finland. Den ligger i sjön Saarilampi och i kommunen Saarijärvi i den ekonomiska regionen  Saarijärvi-Viitasaari och landskapet Mellersta Finland, i den centrala delen av landet, 300 km norr om huvudstaden Helsingfors. Öns area är 4,1 hektar och dess största längd är 310 meter i sydöst-nordvästlig riktning.